# Berill
A berill ásvány egy hexagonális rendszerben kristályosodó berillium-alumínium cikloszilikát, a berillium egyetlen, viszonylag gyakori ásványa. Víztiszta változata drágakő. Vegyi képlete Be3Al2(SiO3)6. Többnyire nem nő néhány milliméternél nagyobbra, de a pegmatitokban akár néhány méteres példányai is előfordulhatnak. A sztöchiometrikushoz közeli összetételű ásvány színtelen, viszont a különböző szennyeződések szinte mindig elszínezik.

## Nevének eredete
Neve valószínűleg a görög berüllosz szóból származik, ami a tengerzöld színű drágaköveket jelölte, majd egyre inkább csak a berillekre használták. A smaragd név is ókori: a görögök a zöld drágaköveket nevezték szmaragdosz-nak.

## Változatai
A berill a természetben előfordulhat átlátszatlan, zavaros, jelentéktelen színű fajtákban (közönséges berill), illetve átlátszó, tiszta, szép színű kristályokban (nemes berill). A nemes berill drágakő legismertebb színváltozatai a zöld smaragd és az égkéktől a tengerkékig terjedő színekben pompázó akvamarin.
A nemes berill a zöld és kék színen kívül még egyéb színekben is előfordul. Leggyakoribb szennyező elemei: kálium, nátrium, litium, cézium, vas, króm. Az egyes színváltozatokat a drágakő-kereskedelemben más-más néven forgalmazzák:
- sárga = aranyberill
- világos zöldessárga = heliodór
- rózsaszínű = morganit
- színtelen = goshenit
- sárgászöld = akvamarinkrizolit
- vörös = bixbit

## Ásványtani jellemzői

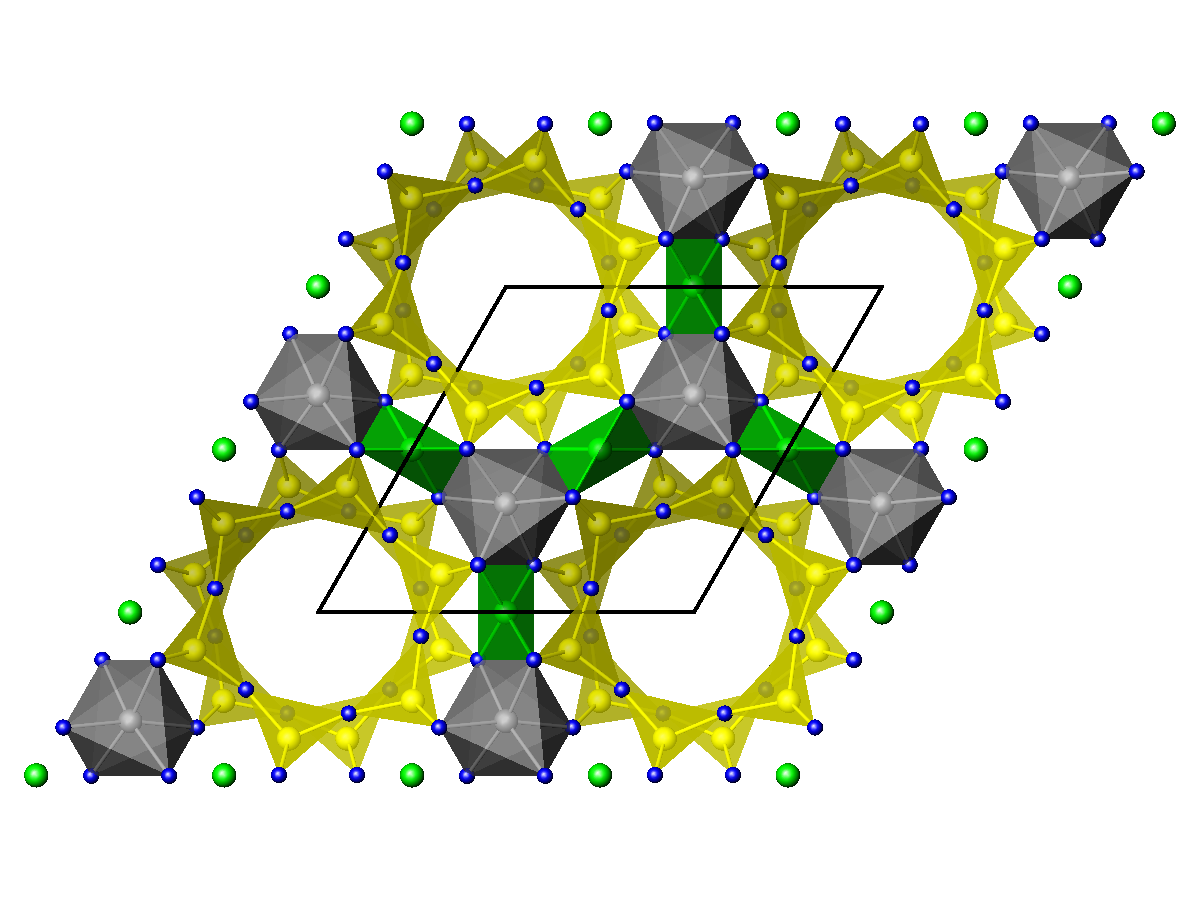
A berill kristályszerkezete

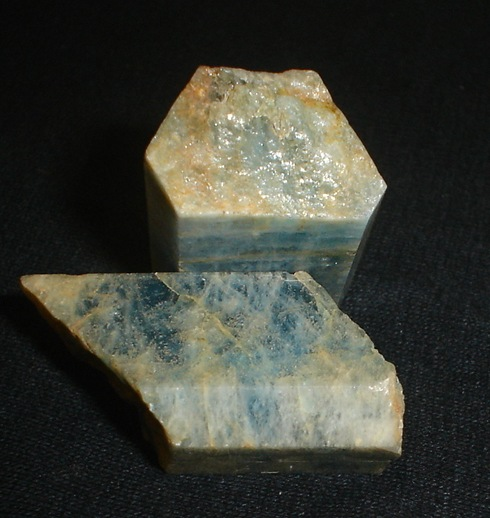
Akvamarin

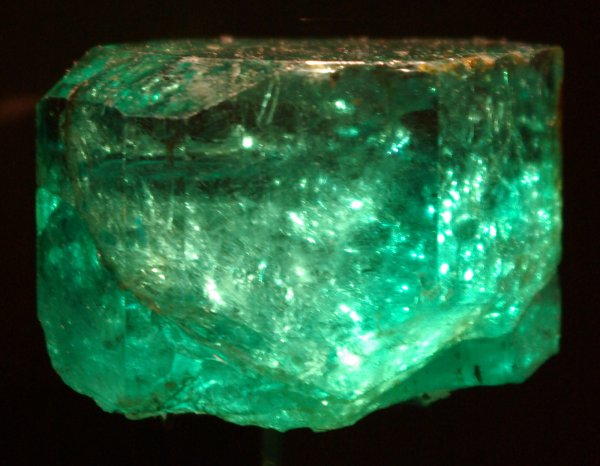
Smaragd

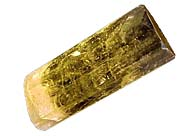
Heliodór

Az ásvány hexagonális (hatszöges) rendszerben kristályosodik. A fő kristályalak a hatszöges oszlop, amelyet vagy csak a bázislap zár be, vagy pedig rajta kívül még különböző bipiramisok is részt vesznek a kombinációban. A kristályok rendesen az oszlop irányában megnyúltak, ritkább a bázislap szerint való táblás kifejlődés. A hasadás tökéletlen a bázislap irányában.
A közönséges berillek közt sokszor igen nagy, valóságos óriásszámba menő kristályok is előfordulnak, amelyek egy méter hosszúságot is elérnek, sőt meg is haladják azt.
A kristálylapokon igen gyakoriak a különböző étetési idomok, amelyek részben dombocskák, részben pedig gödröcskék alakjában mutatkoznak.
Törése kagylós, keménysége a Mohs-skálán a kvarc és topáz között van: 7,5–8. Sűrűsége: 2,6–2,8 g/cm³.
A berill optikailag egytengelyű és negatív. Törésmutatója kicsi, kettőstörése gyenge: a smaragdé  zöld fényben ω = 1,584, ε = 1,578. Fénye a közönséges üveg fényével egyenlő, ezt azonban a csiszolás lényegesen erősíti. A diszperzió 0,014.
A berill színe rendkívül változatos. A legértékesebb a tiszta zöld színű smaragd, amelynek színárnyalata a fűzöld és almazöld között van; ez a szín annyira jellemző, hogy a zöldnek ezt az árnyalatát éppen a smaragdról smaragdzöldnek nevezzük. A teljesen átlátszó és hibátlan smaragd rendkívül ritka; legtöbb esetben apró repedések teszik zavarossá, de apró zárványok, főképp csillámpikkelykék is gyakoriak benne. Minél szebb, sötétebb a smaragd színe és minél átlátszóbb, annál nagyobb az értéke, amelyet még emel az a bársonyos fény. Világosabb színű smaragd gyakrabban fordul elő. A szín-eloszlás sokszor nem egyenletes, hanem világosabb és sötétebb foltok váltakoznak s néha réteges is lehet a színezés a bázislappal vagy a kristály hossztengelyével párhuzamos irányban. Mesterséges fénynél a smaragd színe nem változik és semmit sem veszít szépségéből.
A teljesen hibátlan, átlátszó kő a kis példányok között is ritka s még nagyobb ritkaságok közé tartozik egy-egy nagy, szép smaragd. A régi peruiak állítólag egy strucctojás nagyságú smaragdot istenség gyanánt tiszteltek. Több nagy smaragdot őriz a bécsi kincstár, többek között egy körülbelül 1500 karát körüli, egy darabból kivágott tintatartót. A Devonshire-i herceg birtokában egy 1350 karátos, tökéletes színű és átlátszóságú nyers kristály van; hatszöges oszlop, tetején a bázislappal. A British Museumban egy 156 karátos, gyönyörű követ őriznek. Sok szép smaragd van az orosz kincstár birtokában is, többek között egy 135 karátos, élénkzöld színű és teljesen tiszta, átlátszó tábla alakúan csiszolt kő, amely valószínűleg Kolumbiából származik, azonkívül egy 240-250 karátos kő az Urálból és egy 153 karátos Kolumbiából. Polükratész legendás gyűrűjében is valószínűleg smaragd lehetett.
Az akvamarin színét a tenger színéhez hasonlították, innen származik a neve. De nemcsak zöldeskék, vagy kékeszöld, hanem egész világos égkék színű fajták is előfordulnak. Az akvamarinkristályok rendesen megnyúlt prizmák s a smaragdhoz viszonyítva, sokkal több közöttük a szép tiszta, átlátszó, egyenletesen színezett kő. Repedések, zárványok, zavaros foltok is csak ritkán fordulnak elő. Mesterséges fénynél az akvamarin színe sem változik meg.
A sárga és rózsaszínű berill szintén különböző színárnyalatban fordul elő. A sárga rendesen kissé zöldes árnyalatú, de egész tiszta, világos és pompás aranysárga színű is található. A rózsaszínű berillek szintén különböző árnyalatokban fordulnak elő, ritkábbak, mint a sárgák és igen kedveltek.
A pleokroizmus (kristálynak ama tulajdonsága, hogy különböző színt mutat, ha a különböző tengelyek irányában nézünk át rajta) elég jelentős:
| Smaragd           | ω=zöld                          | ε=kékeszöld              |
| Akvamarin         | ω=világoskék, majdnem színtelen | ε=sötétebb világoskék    |
| Aranyberill       | ω=aranysárga                    | ε=halványabb zöldessárga |
| Morganit          | ω=rózsaszínű                    | ε=kékesrózsaszín         |
| Akvamarinkrizolit | ω=sárgászöld                    | ε=kékeszöld              |

A röntgensugarakat a berill egyáltalán nem engedi át.
A smaragd színező anyaga a króm. Sötétebb színű smaragdban 0,19%, világosabban 0,11% Cr2O3-t mutattak ki. A rózsaszínű berillekben céziumot találtak, a többinek a színező anyaga a vas. A smaragd színe hevítéskor nem változik meg, de a zöldes színű akvamarinok színe kékké változtatható. A kövek 400 °C-ra hevítve, színtelenek lesznek, majd lehűlés után kék színűvé válnak. Ultraibolya és közönséges sugarak hatástalanok a berill színére, a röntgensugárnak is csak mérsékelt hatása van: az akvamarin tisztább kék színű, a sárga berill világosabb, a rózsaszínű sötétebb lesz. A katódsugarak hatására a sárgászöld színű heliodorok fakószürkék lesznek. A rádiumsugarak a berillek színére alig hatnak, legfeljebb az akvamarinok kissé kékebbek lesznek.
Lumineszcencia a smaragdon figyelhető meg, mégpedig röntgen- és katódsugarak hatására. A hatás abban nyilvánul, hogy a smaragd vörös színben világít, mégpedig a jelenség katódsugár hatására erősebb, mint röntgensugárzás után. Ultraibolya fényben színszűrők segítségével a különböző lelőhelyű smaragdok is megkülönböztethetők egymástól a lumineszcencia különböző foka alapján.
A berillt a fluorsav gyengén, a többi sav pedig egyáltalán nem támadja meg.

## A smaragd

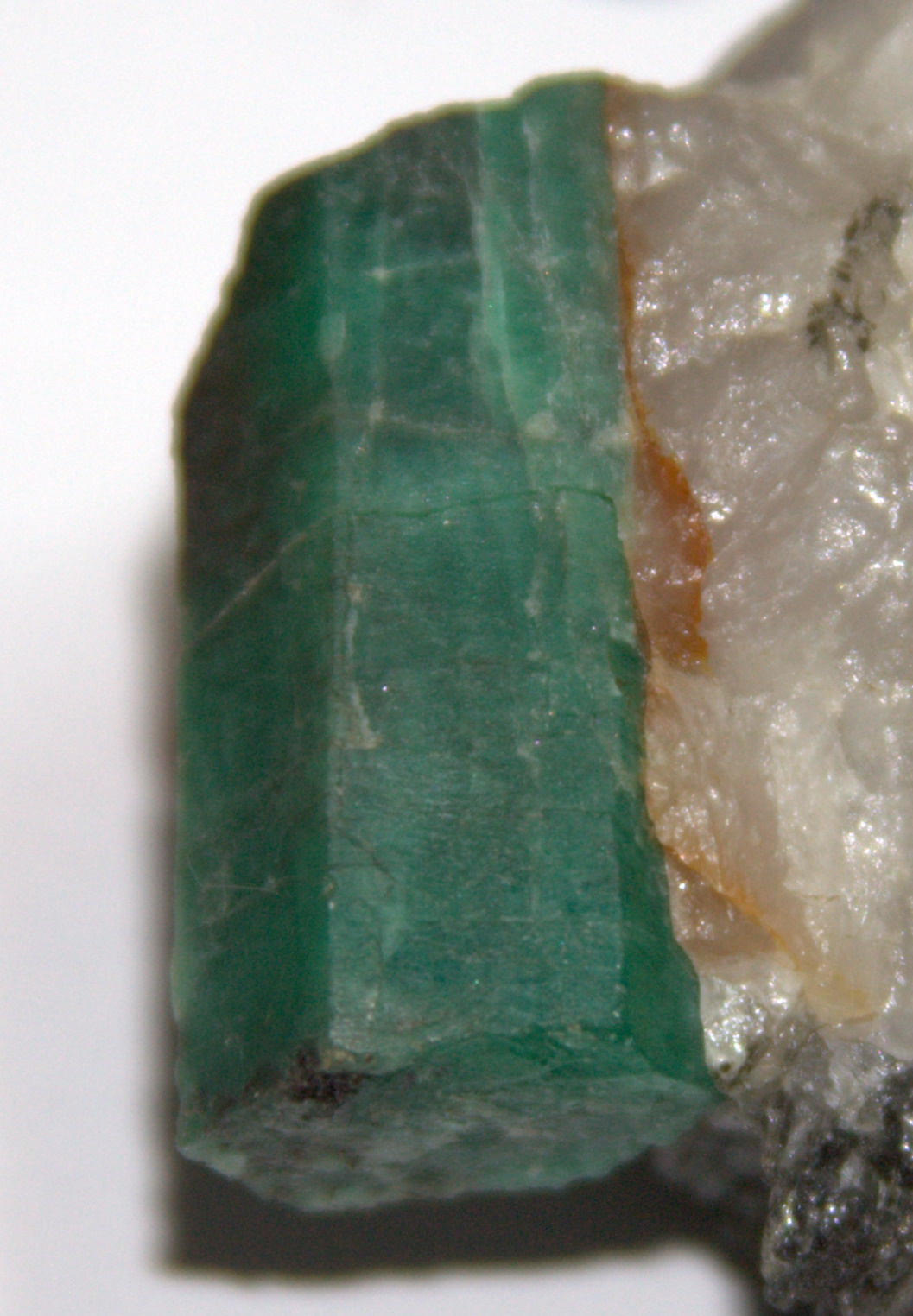
Smaragd ásvány

Amerika felfedezése előtt a smaragd a legnagyobb ritkaságok közé tartozott, mert a leggazdagabb smaragdbányák Kolumbiában vannak. Az ókor smaragdjai valószínűleg a ma már csak történelmi nevezetességű egyiptomi bányákból valók, amelyekben az egyiptomi hieroglif feljegyzések szerint már i. e. 1650-ben dolgoztak, és ahonnan Kleopátra királynő drágakövei is származtak. E régi bányák felkutatására 1816-ban az egyiptomi alkirály expedíciót küldött ki, amelynek sikerült is a bányákat megtalálni. Ezek részben Dzsebel-Zabara vidékén, Kosseir-entől délre, Asszuántól keletre, részben pedig e területtől délre, Dzsebel-Sikait környékén voltak. Az anyakőzet csillámpala és szteatitpala. Az expedíció felfedező munkája után e bányákban újra megkezdték a munkát, de csakhamar abbahagyták, mert a talált smaragdok minősége általában nagyon gyenge volt, úgyhogy a bányászat fenntartása nem lett volna hasznot hajtó.1927-ben Afrikában, Transvaal északi részében a Leydsorp kerületben biotit- és amfibolpalában smaragd-előfordulást fedeztek fel.
A legszebb smaragdokat Kolumbia szolgáltatja, ahol a Cordillera Orientalban, Bogotá vidékén, egy sötét színű palában ereket alkotó mészkőben található. A smaragd-bányákat már a régi bennszülöttek is ismerték; a smaragdot fejtették, ékkőnek használták és templomaikat díszítették vele. A smaragdtartalmú kőzetet külfejtéssel, lépcsősen fejtik és így keresik a mészkőereket, amelyek teljesen szabálytalanul vannak a kőzetben. A kifejtett mészkődarabokat azután összetörik s ebből a törmelékből keresik ki a smaragdokat. A meddő kőzetdarabokat és az elhasznált törmeléket a bánya fenekére hányják s onnan vízárammal távolítják el. A smaragdok színe igen gyakran a legszebb zöld, de a világosabb színű kövek gyakoribbak. A foltos és zónás színezés is sokszor előfordul. A kövek átlátszósága igen változó. Tökéletes átlátszóság és szép szín együtt elég ritka; a szép színű kövek értékét igen sokszor csökkenti a gyenge átlátszóság.
A régi smaragdok egy része Peruból származik, de a régi bányák helye ma jószerivel ismeretlen.

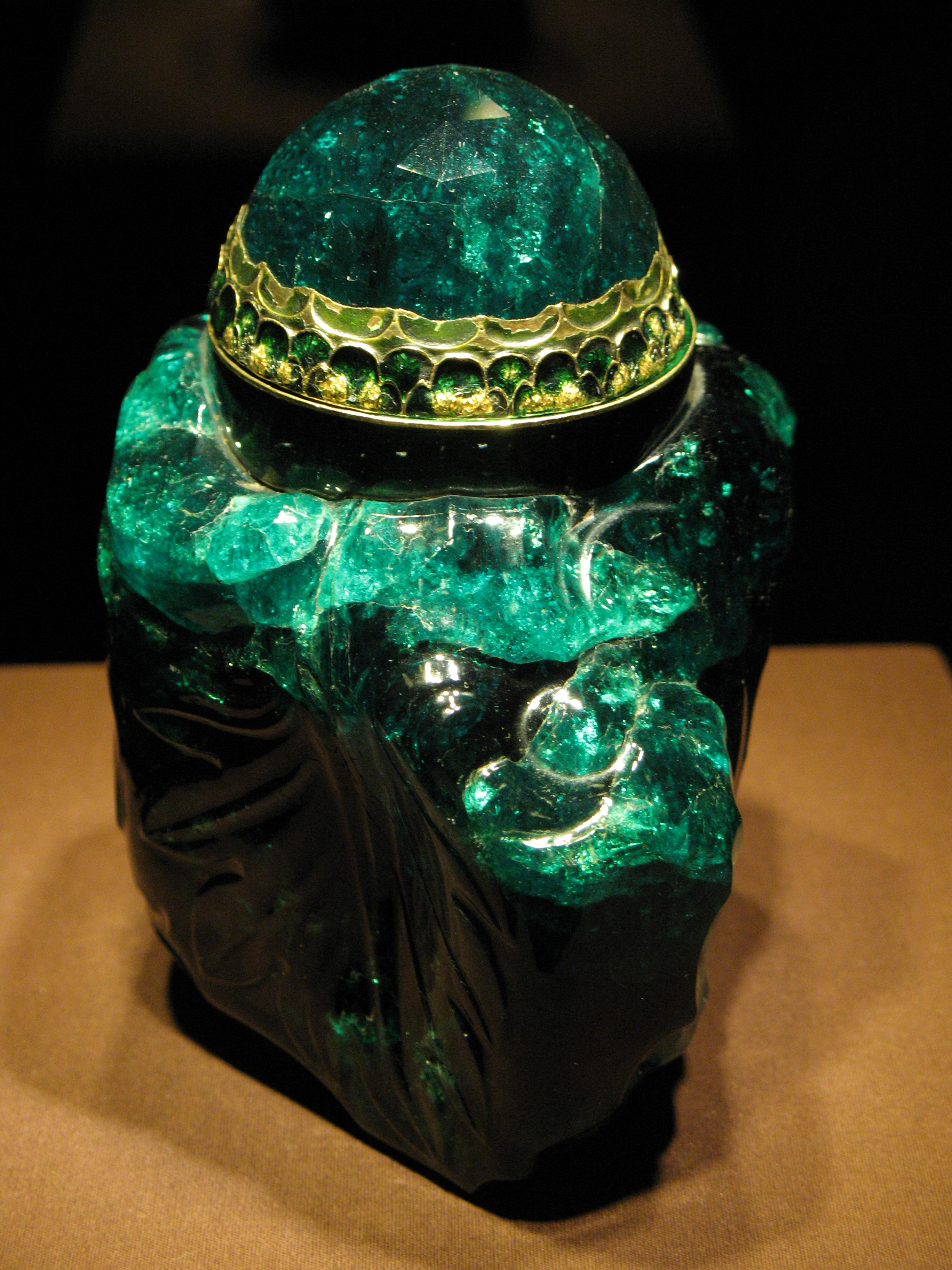
Smaragd dísztárgy a bécsi kincstárban

Az Urál-hegység vidékén egy paraszt fedezte fel véletlenül 1831-ben az első smaragdot, aki a berezovi erdőkben faszedegetés közben, egy kidöntött fa gyökerei között több apró smaragdtöredéket talált. A szép zöld köveket Jekatyerinburgba vitte, ahol kőcsiszoló-műhely létezett, s ahol bebizonyították, hogy igazi smaragdokról van szó. A smaragd itt csillámpalában található. A kristályok nagysága elég tekintélyes, még 20 cm hosszú kristályt is találtak, a nagy kristályok azonban silányabb minőségük miatt csiszolásra nem alkalmasak. A drágakőnek megfelelő kövek egy karátnál ritkán nagyobbak. A minőség gyengébb, mint a kolumbiai köveké, de azért itt is találtak szép színű és átlátszó kristályokat.
Brazília Minas Gerais tartományának több pontjáról is kerültek smaragdok a drágakőpiacra. A legszebbek Esmeraldas közelében, Santa Anna dos Ferros mellett fordulnak elő, ahol a gnájszot átjáró pegmatitban találhatók.
Brazília másik smaragdelőfordulási helye Bahia tartomány déli részében, Villa do Bom Jesus dos Meiros környékén van. Az anyakőzet dolomitos márvány, a smaragd azonban mindenütt az ezt átszelő kvarcerekhez van kötve. Rendkívül jellemző a Bom Jesus-i smaragdokra a kissé világosabb szín és sárgás árnyalat.
Európa régi smaragdlelőhelye a Salzburg melletti a Habach-völgyben van, amelyet állítólag már a rómaiak is ismertek, és ahol még ma is folyik a smaragdok keresése. Az előfordulás nagyon hasonlít az urálihoz, mert a smaragd itt is csillámpalában található. A talált kristályok néha szép sötétzöldek, legnagyobb részük azonban zavaros, gyengén átlátszó, vagy teljesen átlátszatlan, úgyhogy csak igen kevés használható fel drágakőnek.
Ausztráliában 1912-ben Poonah mellett találtak smaragdokat.
Észak-Amerika Észak-Karolina államában néhány helyen szintén találnak egész kis mennyiségű, csiszolásra érdemes smaragdot. Mitchell Countyban a smaragd kis zöld erek alakjában földpát és kvarckőzetben fordul elő; a smaragdot a kőzettel együtt csiszolva smaragdmatrix néven hozzák forgalomba, és különböző dísztárgyak készítésére használják.

### Csiszolása és értéke

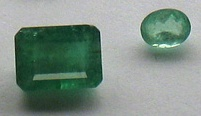
Csiszolt smaragd

A smaragdot többnyire lépcsős táblakőnek csiszolják. A zavaros és repedéses köveket néha domborúan csiszolják. A hibátlan, szépszínű smaragdot szabadon, a többit szekrénykésen foglalják, a világos színűek foglalatát zöld lemezkével bélelik, a hibás kövekét pedig feketére szokták festeni, hogy a hibák ne legyenek nagyon szembetűnőek.
A drágakőpiacon a smaragd nevet is felhasználják különböző jelzőkkel ellátva sok jóval kevésbé értékes kő elnevezésére, hogy így ezeket a közönség szemében értékesebbé és kedveltebbé tegyék. Az ókorban általában minden zöld követ smaragdnak hívtak, így a jáspist, malachitot, krizolitot, jadeitet, de régi leletek bizonyítják, hogy az igazi smaragdot is ismerték és használták.
A smaragdhoz hasonló és helyettesítésére használt ásványok még: alexandrit, krizolit, diopszid.

## Az akvamarin

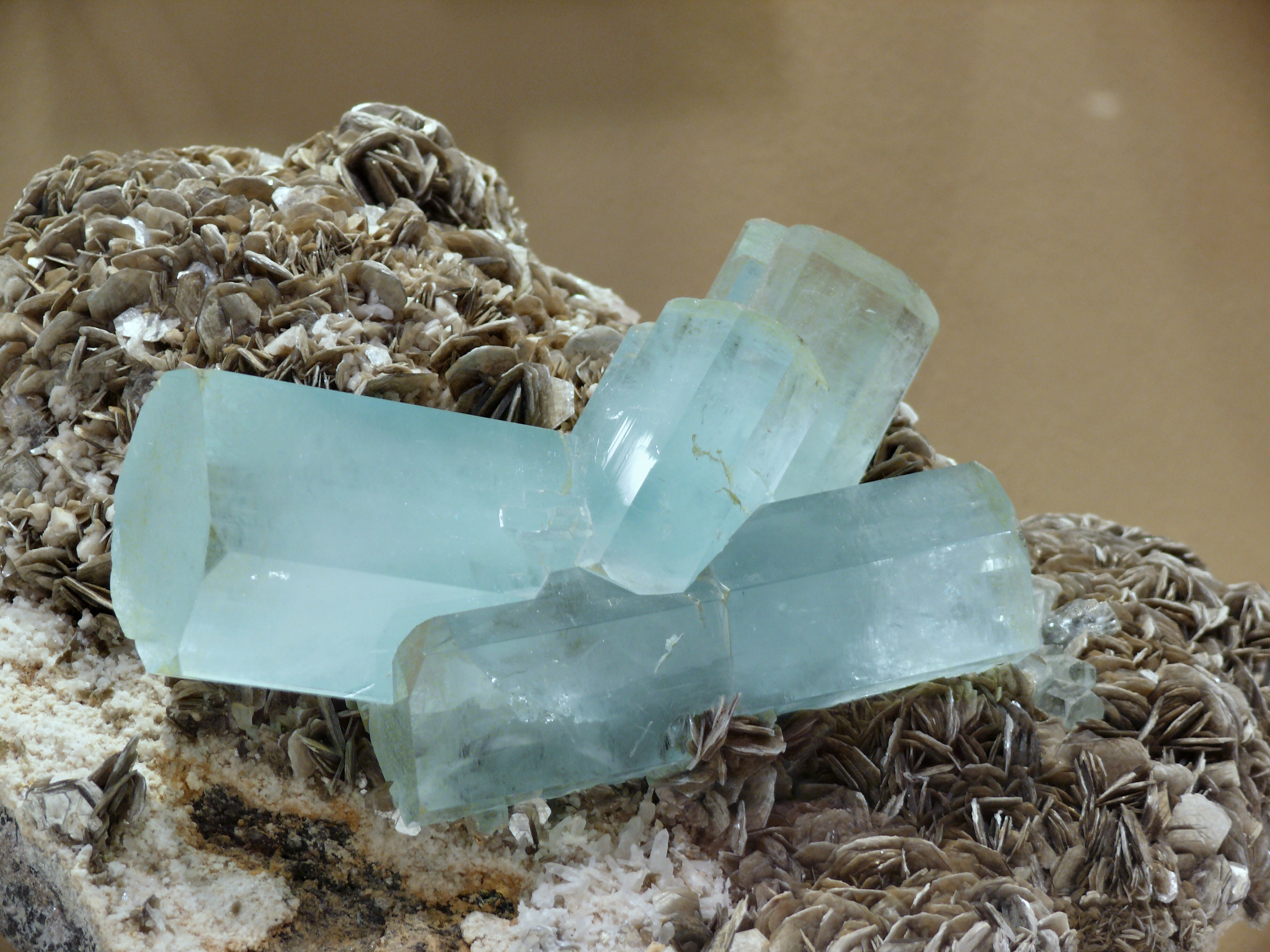
Akvamarin

Az akvamarin legfontosabb lelőhelyei Brazíliában vannak, a Minas Novas, Minas Gerais északkeleti részein előforduló pegmatitkőzetben, s az ezekből keletkezett hordalékanyagban. Bahiában sárga berillek fordulnak elő. A kisebb kristályok rendesen tiszták, átlátszók, a nagyobbak már zavarosak, nem teljesen átlátszók és apró repedésekkel teltek. Gyakran előfordulnak a 10 kg-ot is meghaladó nagyságú kristályok. 1910-ben Marambaya mellett egy kívül zöld, belül kékszínű, 48 cm hosszú, 40–42 cm átmérőjű akvamarinkristályt találtak. Érdekesek a brazíliai akvamarinkristályok belsejében gyakran megjelenő csatornák, amelyek vagy a főtengellyel párhuzamosak, vagy szabálytalan elhelyezésűek. Étetési idomok igen gyakoriak a brazíliai berilleken.

## Az egyéb berillfélék előfordulása

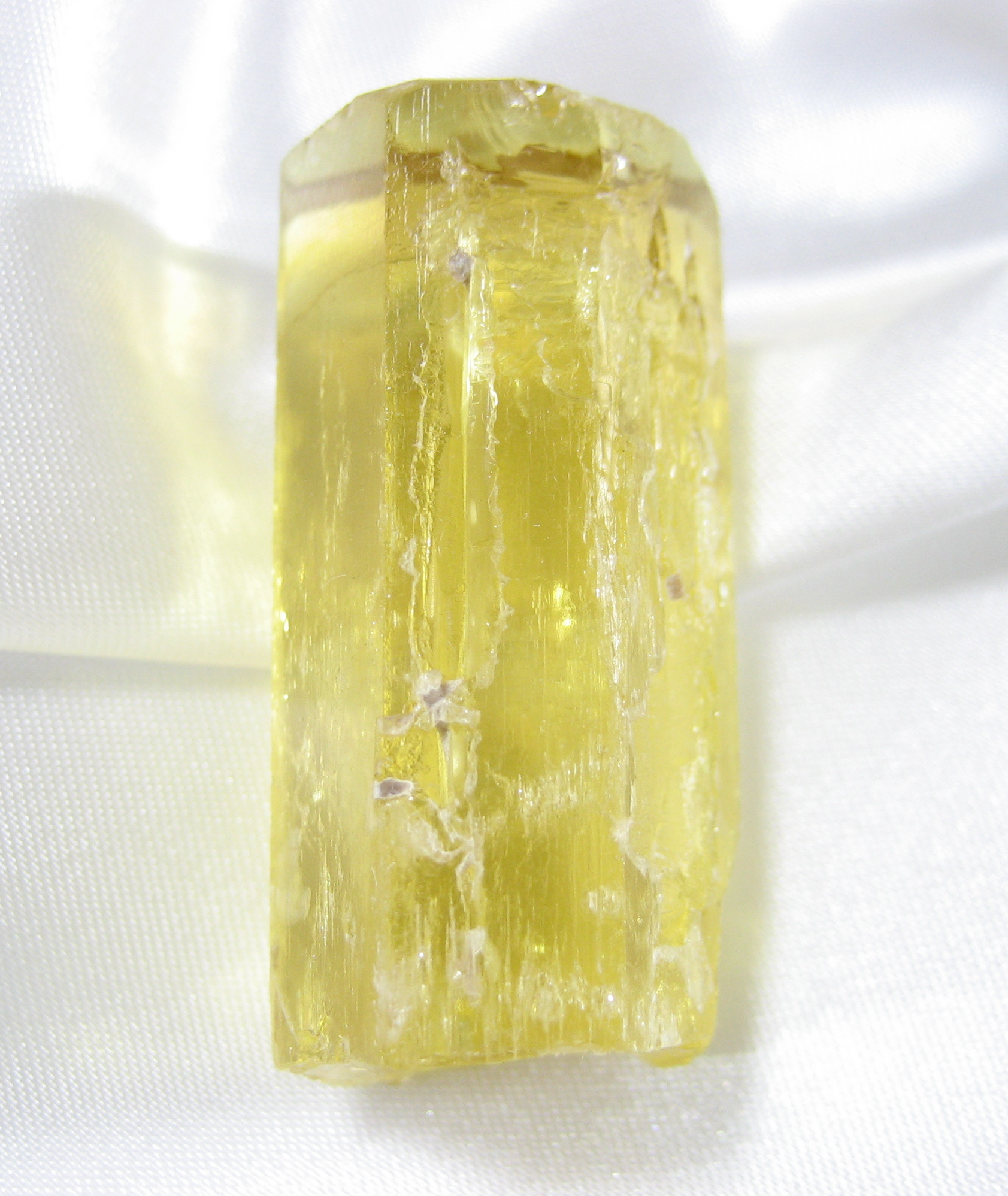
Aranyberill

Európában Oroszországon kívül a többi berill-lelőhely jelentéktelen. Az Urál-hegységben a legszebb berillek Mursinka környékén, Jekatyerinburg közelében, egy durva-szemcsés gránit üregeiben topáz, turmalin, földpát, kvarc, csillám kíséretében fordulnak elő. A berillkristályok kék, kékeszöld, sárgászöld és sárgaszínűek s legtöbbnyire átlátszók. Néha két vagy több kristály egymással párhuzamos vagy szabálytalan helyzetben összenőtt. Tekintélyes nagyságú kristályok itt is akadnak; így találtak 65 cm hosszú és 26 cm vastag kristályt is. Nevezetes berill-lelőhely még Shaitanka, ahol szép halványrózsaszínű kristályokat találtak.
Oroszország ázsiai részén fontos akvamarin-lelőhely található Netsinszk-kerületben. A tiszta kék, kékeszöld, sárga és néha rózsaszínű berillkristályok a gránitban ereket alkotó úgynevezett topázszirt-ben, kvarcból és topázból álló kőzetben fordulnak elő.
Indiában több helyütt találtak gránitüregekben akvamarinokat, amelyek csiszolásra is alkalmasak, de ezek az előfordulások, jelentőség szempontjából, a brazíliai és uráli mögött mind messze elmaradnak.
Afrikában, Észak-Transvaalban, a leydsdorpi smaragdterületeken színtelen, rózsaszínű és zöld berilleket is találtak. Az akvamarinkristályok pegmatitban fordulnak elő s jellemző rájuk a karcsú prizmás kifejlődés és a sárgászöld árnyalat.
A brazíliai és uráli berill-előfordulások mellé méltán sorakozik a kristályok szépsége tekintetében a madagaszkári, amelynek pegmatitjai igen értékes berillfajtákat tartalmaznak: kékszínű akvamarinokat és rózsaszínű berilleket, morganitokat. Jellemzők az aránylag sötétebb kékszínű akvamarinok, amelyek különösen értékesek. A kristályok többnyire rövid oszloposak vagy táblás kifejlődésűek; néha igen nagy, 25 kg-os akvamarinokra és színtelen berillekre is akadtak.

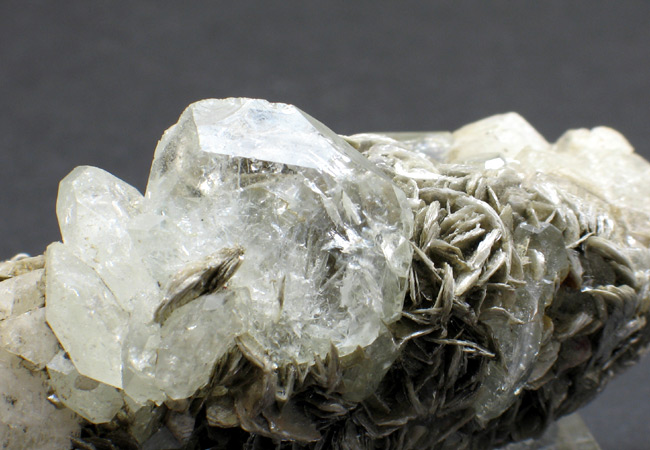
Goshenit

Észak-Amerika több pontján is előfordul a berill, de a legtöbb helyen csak kis mennyiségben. A legtöbbet Észak-Karolina és Connecticut szolgáltatja. Szép sötétkék színű, zafírkék árnyalatú berilleket találnak Royalston mellett Massachusettsben, amelyeket hyazintho-zontes-nek neveznek. A rózsaberill Kaliforniában San Diego környékén fordul elő.

### Csiszolásuk és értékük
Az akvamarint és a többi színes berillt is legtöbbnyire lépcsősen, táblakőnek, ritkábban drágakőnek csiszolják. Sokszor különféle csiszolási módok kombinációját használják. Igen kedvelt az akvamarin, mint függelék. A nagyon világos színű köveket rendesen vastagabbnak hagyják. A hibátlan és szépszínű köveket szabadon, a hibásakat zártan, fekete szekrénykébe foglalják. Néha a fény és szín emelésére a kő alá megfelelő színű lemezkét, legmegfelelőbben ezüstöt helyeznek. Az akvamarint a kőmetszésnél is használják.
A berillnek ezek a fajtái, mivel nagyobb mennyiségben fordulnak elő, az olcsóbb drágakövek közé tartoznak. Az elsőrendű, kiváló akvamarin ára sem éri el még a közepes minőségű smaragd árát sem s a nagyobb kövek ára csak olyan arányban emelkedik, mint súlyuk.
Az akvamarin a hozzá hasonló ásványok közül legkönnyebben a topázzal és euklásszal téveszthető össze, de hasonlít hozzá a világoskék színű turmalin és a zafír is. Az aranyberill szintén a topázzal téveszthető legkönnyebben össze, de kvarc, krizolit, krizoberill, turmalin és zafír megfelelő színű fajtái is alkalmasak a megtévesztésre.

## Gazdasági jelentősége

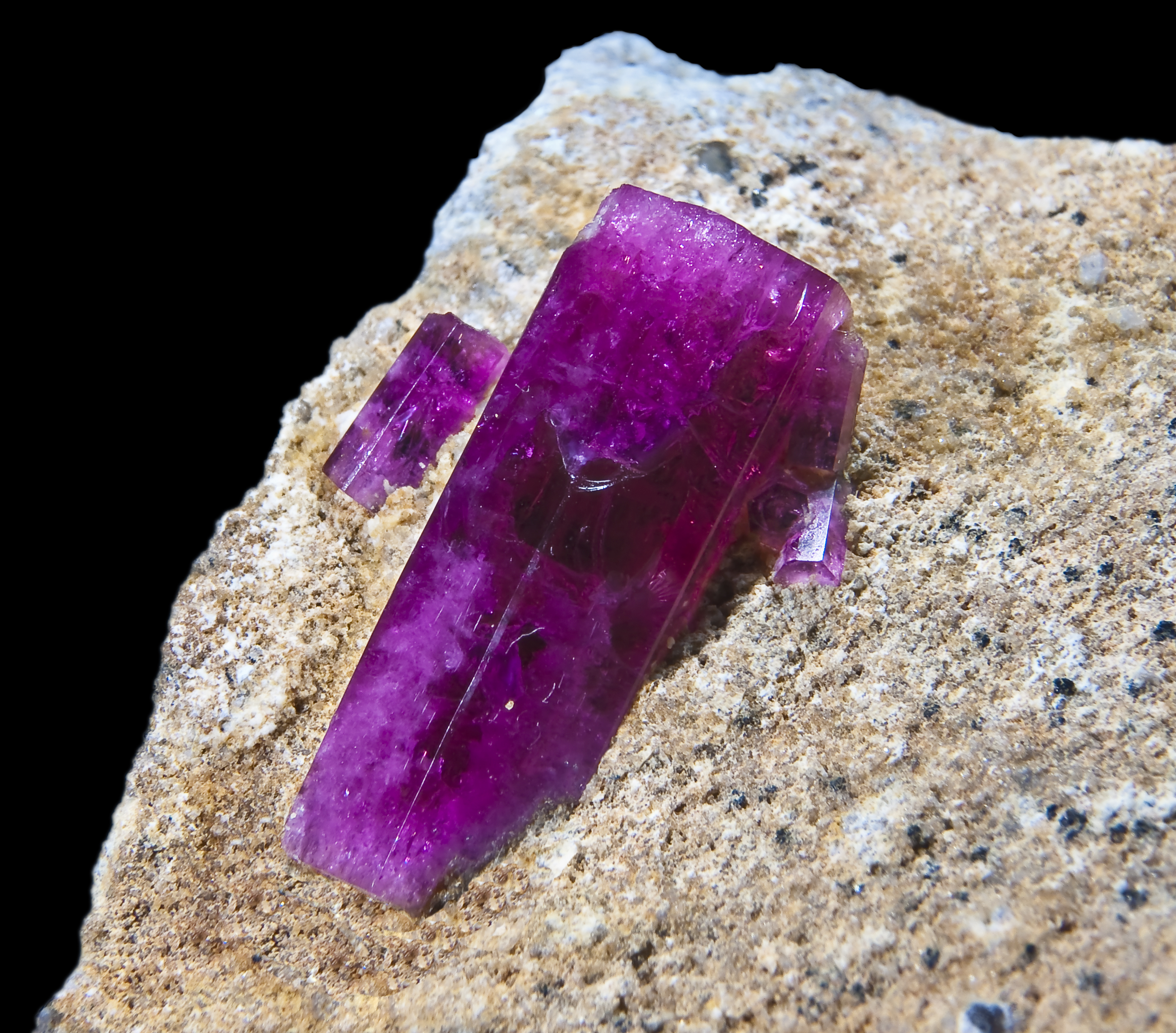
Bixbit

Ma a berillium elsődleges forrása. Ebből a korszerű technikában fontos kémiai elemből évente mintegy 10 000 tonnát használnak fel a rakétagyártáshoz az elektronikai iparban, az atomreaktorok működtetéséhez és saválló ötvözetek előállításához. A világ legnagyobb mesterséges smaragd-gyártója az orosz Tajrusz cég.